# Макариополско
Макариополско е село в Североизточна България. То се намира в община Търговище, област Търговище. Кръстено е на Иларион Макариополски.Селото е разположено в източната част на Дунавската равнина,като се намира на 16 км. североизточно от гр. Търговище и на 32 км. северозападно от гр. Шумен.

## История
Старото име на селото е Насчи кьой. От 1934 г. се нарича Макариополско. Селото е получило името си от Митрополит Иларион Макариополски, висш български духовник, един от водачите на черковно-националната борба. Това е единственото населено място в България, носещо неговото име.

## Население
Численост на населението според преброяванията през годините:
| \| Година на преброяване \| Численост \| \| --------------------- \| --------- \| \| 1934 \| 2226 \| \| 1946 \| 2044 \| \| 1956 \| 1653 \| \| 1965 \| 1674 \| \| 1975 \| 1456 \| \| 1985 \| 1184 \| \| 1992 \| 1141 \| \| 2001 \| 827 \| \| 2011 \| 630 \| \| 2021 \| 504 \| |           |
| Година на преброяване | Численост |
| 1934 | 2226      |
| 1946 | 2044      |
| 1956 | 1653      |
| 1965 | 1674      |
| 1975 | 1456      |
| 1985 | 1184      |
| 1992 | 1141      |
| 2001 | 827       |
| 2011 | 630       |
| 2021 | 504       |

### Етнически състав
Преброяване на населението през 2011 г.
Численост и дял на етническите групи според преброяването на населението през 2011 г.:
|                     | Численост | Дял (в %) |
| Общо                | 630       | 100,00    |
| Българи             | 433       | 68,73     |
| Турци               | 142       | 22,53     |
| Цигани              | 27        | 4,28      |
| Други               |           |           |
| Не се самоопределят |           |           |
| Неотговорили        | 26        | 4,12      |

## Природни и културни забележителности
- Паметник на Минчо Иванов и Йордан Миндов
- Войнишки паметник
- Вековни дъбове

В центъра на селото преди години е имало буйна гора от борове, но поради заселването и развиването му са останали едва няколко бора.

## Известни личности
- Ивайло Стефанов Станев, български дипломат, търговски съветник в Генерално консулство – Истанбул, в периода август 2016 г. – август 2021 г.
- Димитър Стойчев Бурков, антифашист и партизанин.Бил е футболист на ПФК Светкавица.Клубният стадион на отбора в гр.Търговище днес носи неговото име.
- Иван Василев Иванов, кмет на гр.Търговище 1988-1990 г.

## Обществени институции
- Кметство
- Пощенска станция-открита през 1939 г.
- Народно читалище „Минчо Иванов – 1912“ – основано през 1912 г. Разполага с голяма зала за 300 души, малка зала, компютърна зала, богата библиотека.[5]
- ЦДГ „Първи юни“ – целодневна детска градина с общинско финансиране, открита през 1945 г. (първата в Търговищка околия).[6]
- Обединено училище „Христо Ботев“ – основано през 1908 г. От 1936 г. носи името на Христо Ботев.
- Здравна служба с общопрактикуващ лекар (Младен Колев Райковски)[7] и медицинска сестра

## Спорт
- ФК Агроелит 1 – футболен клуб образуван през 2013 г., състезаващ се в ОФГ Търговище

## Религия
В селото има два храма:
- Джамия
- Православна църква „Свети Димитър“ – построена през 1924 г.

## Редовни събития
- „Празник на баницата“ – провеждан всяка година, в първата събота на месец октомври, под мотото „С баница и в делник, и в празник“ (от 2015 г. насам)[8]
- „Димитровден“ – 26 октомври, празник на църквата „Свети Димитър“ в селото[9]

## Икономика
Към 2018 г. в селото има 11 селскостопански производители, повечето от тях арендуват стотици декари земя. Има 4 кравеферми и 3 овцеферми. В селото има Фуражен завод, завод за производство на мебели – филиал на Мебел стил (от 2015 г.), и мандра „Хадат“ ООД.